# Sveučilište u Sydneyu
Sveučilište u Sydneyju (engl. The University of Sydney), osnovano 1850. godine, najstarije je sveučilište u Novom Južnom Walesu u Australiji.
U 2007. godini sveučilište je imalo 45.182 studenata i 3.018 nastavnika, čineći ga drugim sveučilištem u Australiji po veličini. Prema novčanim sredstvima, najbogatije je sveučilište u Australiji.
Sveučilište u Sydneyju bilo je procijenjeno između 40 najboljih sveučilišta na svijetu prema raznim izvorima. A među australskim sveučilištima, procijenjeno je među 3 najbolja sveučilišta u državi (2007.)

## Organizacija
Sveučilište okuplja 16 fakulteta:
- Fakultet poljoprivrede, hrane i prirodnih resursa
(engl. Faculty of Agriculture, Food and Natural Resources)
- Fakultet društvenih znanosti
(engl. Faculty of Arts)
- Fakultet arhitekture, dizajna i planiranja
(engl. Faculty of Architecture, Design and Planning)
- Fakultet ekonomije i biznisa
(engl. Faculty of Economics and Business)
- Fakultet obrazovanja i socijalnog rada
(engl. Faculty of Education and Social Work)
- Fakultet inženjerstva i informacijske tehnologije
(engl. Faculty of Engineering and Information Technologies)
- Fakulteti zdravstva:
  - Fakultet stomatologije
(engl. Faculty of Dentistry)
  - Fakultet zdravstvenih znanosti
(engl. Faculty of Health Sciences)
  - Fakultet medicine
(engl. Faculty of Medicine)
  - Fakultet bolničarske službe i primalja
(engl. Faculty of Nursing and Midwifery)
  - Fakultet ljekarništva
(engl. Faculty of Pharmacy)
- Fakultet prava
(engl. Faculty of Law)
- Fakultet znanosti
(engl. Faculty of Science)
- Sydneyski koledž umjetnosti [Fakultet umjetnosti]
(engl. Sydney College of the Arts)
- Sydneyski konzervatorij glazbe [Glazbena akademija]
(engl. Sydney Conservatorium of Music)
- Fakultet veterinarske znanosti
(engl. Faculty of Veterinary Science)

## Vanjske poveznice
- Sveučilišna mrežna stranica
  - Povijest sveučilišta  Arhivirana inačica izvorne stranice od 6. svibnja 2008. (Wayback Machine)
  - Statistike o sveučilištu  Arhivirana inačica izvorne stranice od 21. veljače 2009. (Wayback Machine)